# پلاسمودیوم فالسیپاروم

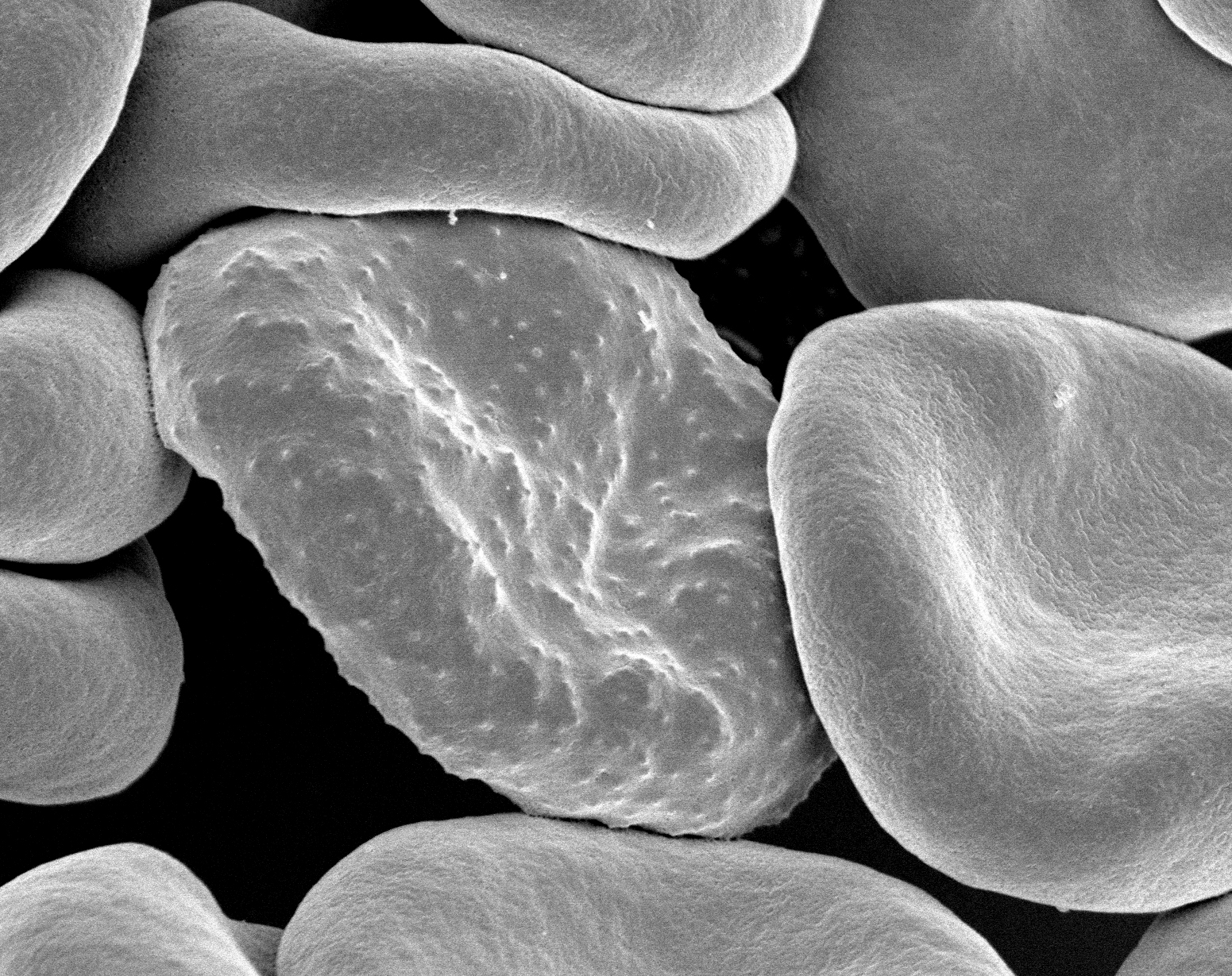
نگاره‌ای با استفاده از عکاسی ریزنگاری از یک گلبول قرمز آلوده‌شده به پلاسمودیوم فالسیپاروم (در مرکز تصویر به شکل خاردار) در میان دیگر گلبول‌های هنوز سالم. پلاسمودیوم فالسیپاروم، یکی از کشنده‌ترین انگل‌های عامل مالاریا و از علل اصلی مرگ‌ومیر ناشی از ابتلا به مالاریا در سراسر دنیاست. به گفته سازمان جهانی بهداشت، هر سال بیش از ۲۰۰ میلیون نفر به مالاریا مبتلا می‌شوند. این بیماری در سال ۲۰۱۶ موجب مرگ حدود نیم میلیون نفر در سراسر جهان شد و اکثر قربانیان کودکان زیر پنج سال بودند.

پلاسمودیوم فالسیپاروم (نام علمی: Plasmodium falciparum) نام یک گونه از سرده پلاسمودیوم است. این انگل، خون‌خوراک و عامل مالاریا است و طی گوارش خون، ترکیب آهن‌دار هموزویین تولید می‌کند.